# Chromalizus argentipes
Chromalizus argentipes is een keversoort uit de familie van de boktorren (Cerambycidae). De wetenschappelijke naam van de soort werd voor het eerst geldig gepubliceerd in 2010 door Juhel & Bentanachs.